# مونتيجاردينو
مونتيجاردينو (بالإنجليزية: Montegiardino)‏ هي بلدية في سان مارينو، تتبع سان مارينو، بلغ عدد سكانها 910 نسمة، في 2013، تبلغ مساحتها 3٫31 كيلومتر مربع، رمزها البريدي هو RSM-47898.

## الموقع
تشترك في الحدود مع:
- فيورنتينو
- Monte Grimano Terme [الإنجليزية]‏
- فيتانو
- Sassofeltrio [الإنجليزية]‏.